# Neoencyclops paucula
Neoencyclops paucula là một loài bọ cánh cứng trong họ Cerambycidae.